# Ayana Onozuka
Ayana Onozuka (jap. 小野塚 彩那 Onozuka Ayana; ur. 23 marca 1988 w Minami-Uonuma) – japońska narciarka dowolna, specjalizująca się w halfpipie.

## Kariera
W Pucharze Świata zadebiutowała 9 grudnia 2011 roku w Copper Mountain, zajmując 35. pozycję. Pierwsze pucharowe punkty wywalczyła 4 marca 2012 roku w Mammoth Mountain, gdzie była czternasta. Na podium zawodów tego cyklu po raz pierwszy znalazła się 22 sierpnia 2012 roku w Cardronue, kończąc rywalizację w halfpipie na trzeciej pozycji. Wyprzedziły ją tam Devin Logan z USA i kolejna Japonka, Manami Mitsuboshi. Najlepsze wyniki w Pucharze Świata osiągnęła w sezonach 2014/2015 i 2015/2016, kiedy to zajmowała dziewiąte miejsce w klasyfikacji generalnej, a w klasyfikacji halfpipe’u zdobywała Małe Kryształowe Kule. Ponadto w sezonie 2016/2017 była druga, a w sezonie 2012/2013 trzecia w klasyfikacji halfpipe’u.
W 2014 roku wywalczyła brązowy medal na igrzyskach olimpijskich w Soczi, przegrywając tylko z Maddie Bowman z USA i Francuzką Marie Martinod. Trzecie miejsce zajęła także na rozgrywanych rok wcześniej mistrzostwach świata w Voss, tym razem plasując się za Virginie Faivre ze Szwajcarii i Francuzką Anaïs Caradeux. Ponadto zdobyła złoty medal podczas mistrzostw świata w Sierra Nevada w 2017 roku, wyprzedzając Martinod i Logan.

## Osiągnięcia

### Igrzyska olimpijskie
| Miejsce | Dzień     | Rok  | Miejscowość | Konkurencja | Zwycięczyni   |
| ------- | --------- | ---- | ----------- | ----------- | ------------- |
| 3.      | 20 lutego | 2014 | Soczi       | Halfpipe    | Maddie Bowman |
| 5.      | 20 lutego | 2018 | Pjongczang  | Halfpipe    | Cassie Sharpe |

### Mistrzostwa świata
| Miejsce | Dzień    | Rok  | Miejscowość   | Konkurencja | Zwycięczyni     |
| ------- | -------- | ---- | ------------- | ----------- | --------------- |
| 3.      | 5 marca  | 2013 | Voss          | Halfpipe    | Virginie Faivre |
| 1.      | 18 marca | 2017 | Sierra Nevada | Halfpipe    | -               |

### Puchar Świata

#### Miejsca w klasyfikacji generalnej
- sezon 2011/2012: 125.
- sezon 2012/2013: 6.
- sezon 2013/2014: 36.
- sezon 2014/2015: 9.
- sezon 2015/2016: 9.
- sezon 2016/2017: 16.
- sezon 2017/2018: 84.

#### Miejsca na podium w zawodach
1. Cardrona – 22 sierpnia 2012 (halfpipe) – 3. miejsce
2. Park City – 2 lutego 2013 (halfpipe) – 2. miejsce
3. Sierra Nevada – 25 marca 2013 (halfpipe) – 3. miejsce
4. Breckenridge – 12 stycznia 2014 (halfpipe) – 2. miejsce
5. Copper Mountain – 6 grudnia 2014 (halfpipe) – 3. miejsce
6. Park City – 28 lutego 2015 (halfpipe) – 1. miejsce
7. Tignes – 12 marca 2015 (halfpipe) – 2. miejsce
8. Cardrona – 23 sierpnia 2015 (halfpipe) – 3. miejsce
9. Mammoth Mountain – 23 stycznia 2016 (halfpipe) – 1. miejsce
10. Park City – 5 lutego 2016 (halfpipe) – 2. miejsce
11. Mammoth Mountain – 3 lutego 2017 (halfpipe) – 3. miejsce
12. Bokwang – 18 lutego 2017 (halfpipe) – 3. miejsce
13. Tignes – 6 marca 2017 (halfpipe) – 2. miejsce
14. Snowmass – 12 stycznia 2018 (halfpipe) – 3. miejsce